# 派克鎮區 (密蘇里州斯托達德縣)
派克鎮區（英語：Pike Township）是位於美國密蘇里州斯托達德縣的一個行政鎮區。

## 地方資料
派克鎮區的面積為371.36平方千米，當中陸地面積為369.09平方千米，而水域面積為2.26平方千米。根據2020年美國人口普查的數據，當地共有人口3642人，而人口密度為每平方千米9.81人。